# Departamento de Constitución
| Departamento de Constitución | Departamento de Constitución |
| ---------------------------- | ---------------------------- |
| Cabecera:                    | Constitución                 |
| Superficie:                  | km²                          |
| Habitantes:                  | hab                          |
| Densidad:                    | hab/km²                      |
| Comunas/ Subdelegaciones:    | - Constitución - Empedrado   |
| Ubicación                    |                              |
|                              |                              |

| Departamento de Constitución | Departamento de Constitución |
| ---------------------------- | --- |
| Cabecera:                    | Constitución |
| Superficie:                  | 2.121 km² (1897) |
| Habitantes:                  | 30.179 hab (1895) |
| Densidad:                    | 14,2 hab/km² (1895) |
| Subdelegaciones:             | - 1a Constitución - 2a Constitución - 3a Cañas - 4a Pahuil - 5a Émpedrado - 6a Purapel - 7a El Morro - 8a Nirivilo - 9a Rinconada |
| Municipalidades:             | - capital departamental: - Constitución - otras municipalidades (1891) - Empedrado (1891) - Nirivilo (1891)                       |
| Ubicación                    | |
|                              | |

El Departamento de Constitución es una antigua división territorial de Chile. Fue creado en la década de 1830, de la división del Departamento de Cauquenes de la Provincia de Maule. La cabecera del departamento fue Constitución, antes llamada Nueva Bilbao. En Constitución se ubicó la Municipalidad de Constitución encargada de la administración local. Esta preparó un informe al Intendente de Maule, el 21 de abril de 1834, con motivo de la creación del Departamento.
Con el DFL 8582 de 30 de diciembre de 1927, se establece: El departamento de Constitución estará formado por el territorio del actual departamento de este nombre y por las antiguas subdelegaciones 7.a Toconey, 8.a Quivolgo, 9.a Putú y 10 Chanquiuque, del actual departamento de Curepto;

## Límites
El Departamento de Constitución limitaba:
- al norte con el Río Maule y el Departamento de Talca.
- al oeste con el océano Pacífico
- al sur con el Departamento de Cauquenes
- Al este con el Departamento de Linares.

Luego con las divisiones sucesivas
- al norte con el Río Maule y el Departamento de Curepto.
- al oeste con el océano Pacífico
- al sur con el Departamento de Cauquenes y Departamento de Chanco.
- Al este con el Departamento de Loncomilla.

## Administración

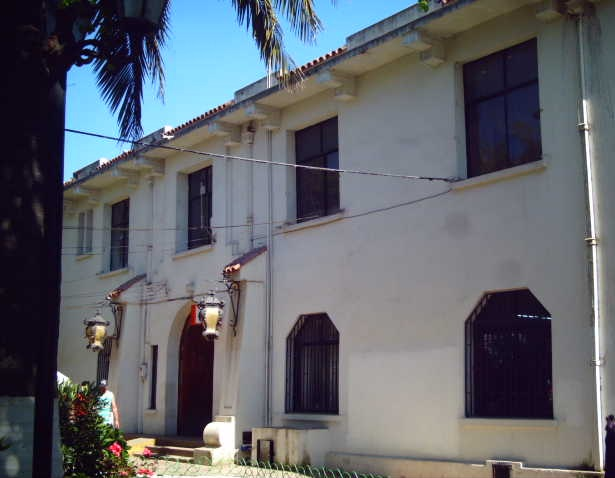
Antigua Gobernación Departamental de Constitución.

La administración estuvo en Constitución, en donde se encontraba la Gobernación de Constitución. Para la administración local del departamento se encuentra, además, la Ilustre Municipalidad de Constitución.
Con el Decreto de Creación de Municipalidades del 22 de diciembre de 1891, se crean las siguientes municipalidades con sus sedes y cuyos territorios son las subdelegaciones detalladas a continuación:
| Municipalidad Sede | Subdelegaciones  |
| ------------------ | ---------------- |
| Constitución       | 1ª, Constitución |
| Constitución       | 2ª, Constitución |
| Constitución       | 3ª, Cañas        |
| Constitución       | 4ª, Pahuil       |
| Constitución       | 9.ª, Rinconada   |
| Empedrado          | 5ª, Empedrado    |
| Empedrado          | 6ª, Purapel      |
| Nirivilo           | 7ª, Morro        |
| Nirivilo           | 8ª, Nirivilo     |

## Subdelegaciones
De acuerdo al decreto del 3 de marzo de 1870, las siguientes son las subdelegaciones:
- 1a Constitución
- 2a Constitución
- 3a Cañas
- 4a Pahuil
- 5a Empedrado
- 6a Purapel
- 7a El Morro
- 8a Nirivilo
- 9a Rinconada

## Comunas y subdelegaciones (1927)
De acuerdo al DFL 8583 en el departamento se crean las siguientes comunas y subdelegaciones:
- Constitución, que comprende, las antiguas subdelegaciones: 1.a, y 2.a, Constitución: 3.a, Cañas; 4.a, Pahuil; y 9.a, Rinconada; y las antiguas subdelegaciones: 7.a, Toconey; 8.a, Quivolgo; 9.a, Putú, y 10.a, Chanquiuque, del antiguo departamento de Curepto.
- Empedrado, que comprende las antiguas subdelegaciones: 5.a, Empedrado; 6.a, Purapel; 7.a, El Morro, y 8.a, Nirivilo.